# NGC 6948
NGC 6948 is een spiraalvormig sterrenstelsel in het sterrenbeeld Indiaan. Het hemelobject werd op 24 juli 1835 ontdekt door de Britse astronoom John Herschel.

## Synoniemen
- ESO 187-9
- AM 2039-533
- IRAS 20397-5332
- PGC 65256